# Pacific National Exhibition
Pacific National Exhibition es una feria de 17 días llevada a cabo en la ciudad de Vancouver (Columbia Británica, Canadá). Usualmente comienza a fines de agosto y termina a comienzos de septiembre. La primera vez que se celebró la feria fue en 1910, y el 1986 se registró el nivel más alto de asistencia, con 1.100.000 visitantes. Desde 1910 la feria se realiza en Hastings Park.
Aparte de la feria, en Hastings Park se encuentran el Playland, el Pacific Coliseum, el Fórum PNE y el PNE Agrodome. El recinto también albergó anteriormente el Empire Stadium, pero este estadio fue demolido y se construyó en su lugar un campo público de fútbol, así como una pista de patinaje al norte del Pacific Coliseum.
- Datos: Q4179402
- Multimedia: Pacific National Exhibition / Q4179402